# Microregiunea Csurgó
Microregiunea Csurgó (în maghiară Csurgói kistérség) a fost o microregiune statistică (kistérség) din județul Somogy, Ungaria.
Cu o populație de 16.594 locuitori și o suprafață de 496,2 km2, aceasta a existat până în 2014, când în Ungaria, microregiunile ”kistérségek” au fost înlocuite de districte (járások).